# Radiotelescopio UTR-2
El Radiotelescopio ucraniano en forma de T, segunda modificación (abreviatura oficial: UTR-2; nombre original en ucraniano: український Т-подібний радіотелескоп 2-ї модифікації), está situado cerca de la aldea de Hrakovo, 15 km al oeste-suroeste de Shevchenkove, Ucrania. Es el radiotelescopio de baja frecuencia más grande del mundo en longitudes de onda decamétricas. Completado en 1972, es operado por el Instituto de Radioastronomía de la Academia Nacional de Ciencias de Ucrania (NASU).

## Características

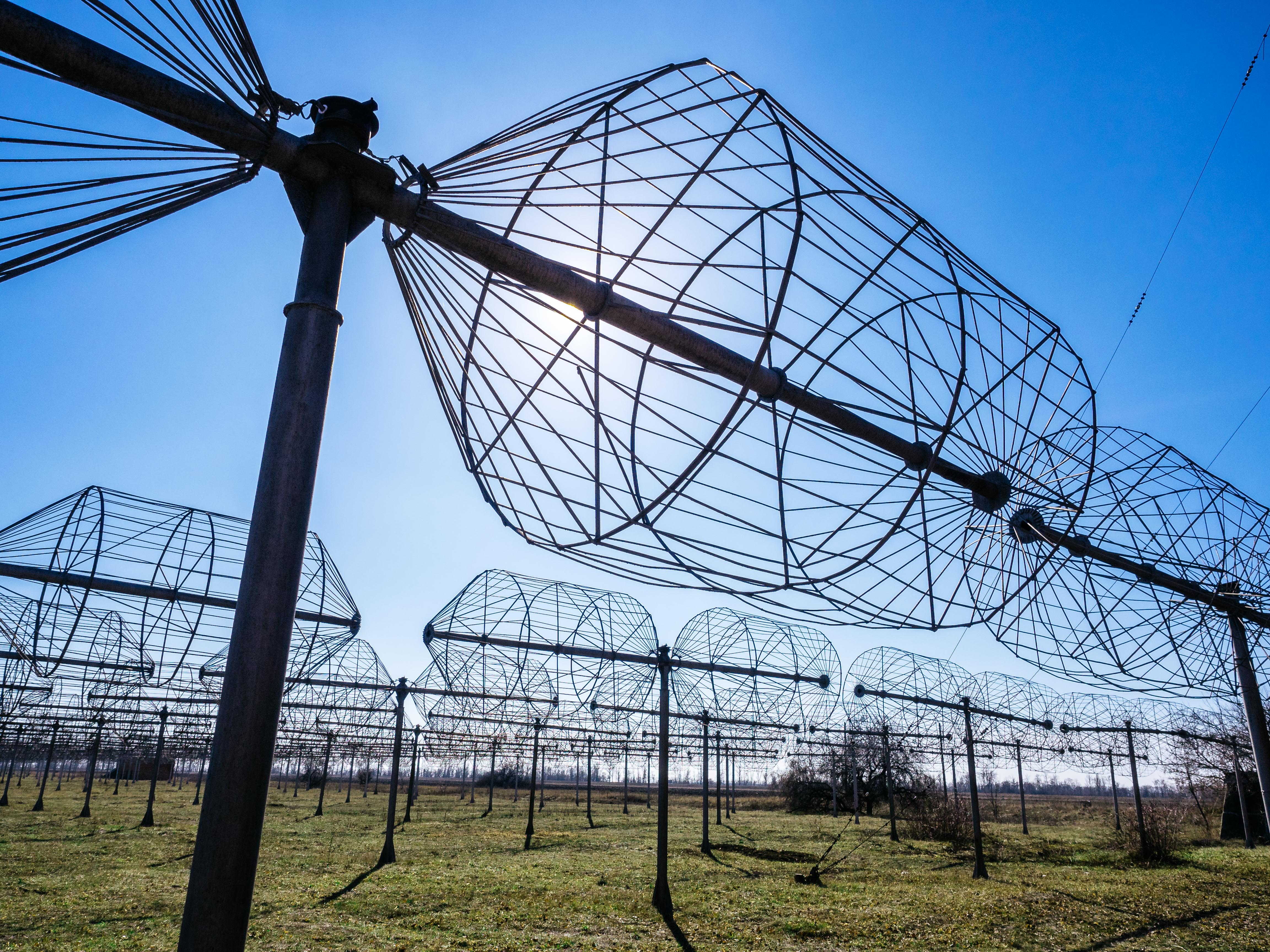
Uno de los 2040 dipolos en forma de jaula que forman la antena

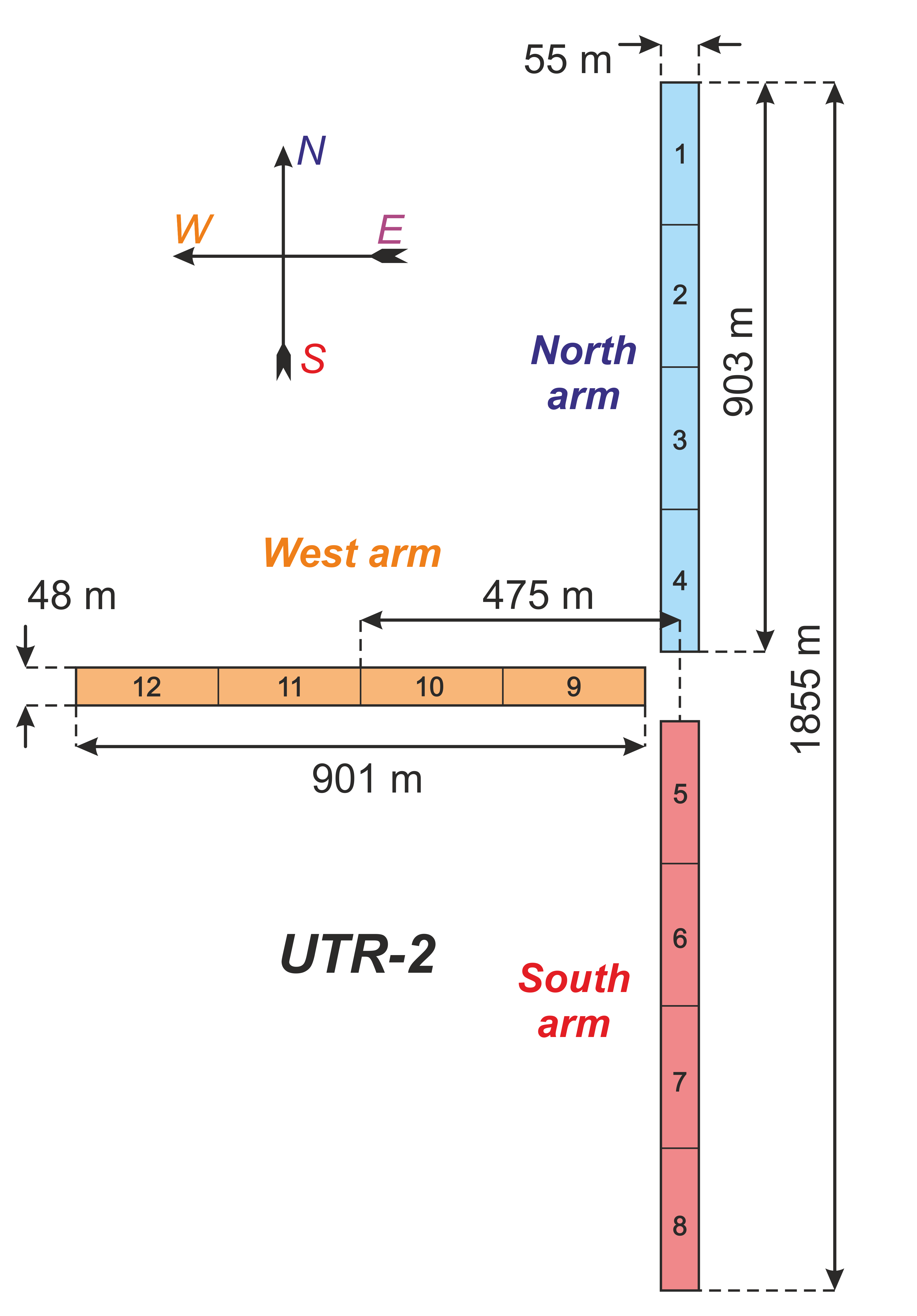
Configuración geométrica del radiotelescopio UTR-2

El UTR-2 consiste en una matriz de 2040 dipolos dispuestos en dos brazos, cada uno con 6 filas de elementos, orientados en forma de T: un brazo norte-sur que consta de 1440 elementos que cubren un área de 1800 × 60 metros, y un brazo este-oeste que consiste en 600 elementos que cubren un área de 900×60 metros. El elemento básico es un dipolo jaula de 1.8 m de diámetro y 8 m de longitud, fabricado con alambre de acero galvanizado, montado a 3,5 m sobre el suelo, con un balun que los conecta a la línea de transmisión. Los dipolos están todos orientados según el eje este-oeste, con un espacio entre las filas de 7.5 m en dirección este-oeste y 9 m en el norte-sur. Tiene un área total de 150 000 m² y una resolución de aproximadamente 40 minutos de arco en la frecuencia central de 16.7 MHz. El rango de frecuencia de operación es de 8-33 MHz. La sensibilidad es de aproximadamente 10 mJy.
La dirección del lóbulo principal de la antena se regula con desplazadores de fase que consisten en líneas de retardo conmutables.
El telescopio es una parte del sistema decamétrico URAN de interferometría de muy larga base (Interferómetro de radio ucraniano de la NASU), que incluye otros cuatro radiotelescopios de baja frecuencia significativamente más pequeños. Ese sistema tiene bases desde 40 a 900 km.